# Ogden Dunes (Indiana)
Ogden Dunes es un pueblo ubicado en el condado de Porter en el estado estadounidense de Indiana. En el Censo de 2010 tenía una población de 1110 habitantes y una densidad poblacional de 293,95 personas por km².

## Geografía
Ogden Dunes se encuentra ubicado en las coordenadas 41°37′42″N 87°11′37″O / 41.62833, -87.19361. Según la Oficina del Censo de los Estados Unidos, Ogden Dunes tiene una superficie total de 3.78 km², de la cual 1.91 km² corresponden a tierra firme y (49.52%) 1.87 km² es agua.

## Demografía
Según el censo de 2010, había 1110 personas residiendo en Ogden Dunes. La densidad de población era de 293,95 hab./km². De los 1110 habitantes, Ogden Dunes estaba compuesto por el 96.13% blancos, el 1.08% eran afroamericanos, el 0.09% eran amerindios, el 1.26% eran asiáticos, el 0% eran isleños del Pacífico, el 0.09% eran de otras razas y el 1.35% pertenecían a dos o más razas. Del total de la población el 3.24% eran hispanos o latinos de cualquier raza.